# Timothy đến trường
Timothy đến trường (nguyên bản là Timothy goes to school) là phim bộ hoạt hình dựa trên cuốn truyện cùng tên của Rosemary Wells kể về một học sinh của một trường mẫu giáo có tên là "Trường học trên đỉnh đồi" - chú gấu núi Timothy. Phim được công chiếu tại Canada trên các kênh PBS Kids Bookworm Bunch, qubo, v.v... và các kênh truyền hình khác của một số quốc gia. Tại Mĩ Latinh, phim cũng được phát sóng nhưng không phát sóng tập 22 (trừ Brasil).

## Bối cảnh

toàn cảnh trong phim

## Nhân vật

### Trường học trên đỉnh đồi
Đây là cảnh mà đa số được xuất hiện trong các tập phim, đó là một ngôi nhà 2 tầng có tường tím mái ngói màu xanh lá. Chương trình dạy học ở đây tương đương với chương trình mẫu giáo Việt Nam.
Các giáo viên
- Cô Jenkins tên thật là Abercrombie, sở dĩ mọi người gọi cô là Jenkins vì cô đã kết hôn với một người tên là Jenkins. Ngoại hình là cáo nhưng đồng thời cũng là giáo viên của lớp. Cô thích chơi piano và ngắm chim. Trang phục là áo xanh lá, váy tím, có đeo kính (25 năm trước mặc váy màu xanh da trời viền vàng nhưng không đeo kính).
- Cô Appleberry là giáo viên của trường, ngoại hình là chồn hôi, thường chỉ xuất hiện khi có chuyến tham quan. Ngoại hính là chiếc váy màu xanh da trời.
- Henry là người gác cổng kiêm tài xế có ngoại hình là hải li. 25 năm trước, ông là học trò cũ của Cô Jenkins.

Các Học sinh trong lớp

Một số nhân vật trong phim (từ trái sang phải: Lilly, Claude, Timothy, Doris, Charles, Yoko)

- Timothy - nhân vật chính - ngoại hình là gấu núi, là một cậu bé tốt bụng và rộng lượng nhất trong trường. Tuy có một chút bất đồng nhưng cậu cũng phải thất bại khi bắt chước hành động của người khác (ví dụ như các anh cúa Doris). Trang phục là áo xanh sọc trắng.
- Yoko có ngoại hình là mèo Nhật. Cô rất thích chơi violin, xếp hình origami, đồng thời cũng là "trung tâm của mọi vấn đế" của mình cũng như người khác, món ăn khoái khẩu là sushi. Cô bé là bạn thân của Timothy và luôn luon6hieu63 nhau trong mọi lúc. Trang phục là áo đỏ, váy vàng.
- Doris là học sinh cao nhất lớp,ngoại hính là hải ly. Ở nhà, cô thường bị các anh trai (Horace, Morris, Boris) trêu chọc, tuy nhên cô rất sợ côn trùng (nhất là nhện). Tài vẽ tranh của Doris cũng không kém gì, vẽ một cách "khí thế" đến nỗi không cần biết vẽ cái gì (tranh trừu tượng) nhưng cô bé vẫn thích nó. Trang phục là chiếc vày màu hồng mà đậm hơn cả kiểu tóc.
- Fritz là thần đồng khoa học mang ngoại hình là chồn hôi và là người thông minh nhất lớp đến nỗi nhiều "kiến thức hơn các giáo viên khác. Cậu cũng gây "Scandal" trong lớp, nhất là làm ống đựng thức ăn cho chim để tặng. Lúc đầu cậu mặc áo màu vàng đeo carvat màu xanh lá, về sau cậu mặc áo khoác màu xanh lá tay vì chiếc carvat.
- Lilly là "bà chúa đãng trí" vì cô hay quên mọi thứ, ngoại hình là cáo[liên kết hỏng].Ví có cái tật khó bỏ nên đã dùng dây chỉ buộc vào ngón tay để khắc phục tạm thời. Cho dù như thế nào nhưng "Cứ người như cứu hoả", cô đã cứu một con cá vàng trên lớp để tránh nó bị chết vì đóng băng. Trang phục là chiếc áo màu da cam, váy xanh và đi giày bata màu đỏ.
- Claude
- Grace
- Charles
- Nora
- Frank & Frank
- Juanita

### Các nhân vật khác
- Big Frank
- Thủ thư Lightfoot

## Diễn viên lồng tiếng

### Nguyên bản
Khi phim được công chiếu, các diễn viên lồng tiếng bao gồm:
- Austin Di Lulio lồng tiếng trong vai Timothy
- Lisa Yamanaka lồng tiếng trong vai Yoko
- Fiona Reid lồng tiếng trong vai cô Jenkins
- Alyson Court lồng tiếng trong vai Nora
- Laurie Elliot lồng tiếng trong vai Fritz
- Darren Frost lồng tiếng trong vai Frank # 1
- Rob Stefaniuk lồng tiếng trong vai Frank # 2
- Linda Kash lồng tiếng trong vai Grace
- Max Morrow lồng tiếng trong vai Charles
- Mag Ruffman lồng tiếng trong vai Lilly
- Tracy Ryan lồng tiếng trong vai Doris
- Joanne Vannicola lồng tiếng trong vai Claude
- Jamie Watson lồng tiếng trong vai Henry

### Tại Việt Nam
Phim được công chiếu tại Việt Nam vào năm 2009, mà hầu như chỉ lồng tiếng cho bộ phim (thuyết minh), chưa có kênh truyền hình nào lồng tiếng từng nhân vật. Phim từng được chiếu trên kênh BiBi thuộc Hệ thống truyền hình cáp - Đài truyền hình Việt Nam. Ngoài ra, kênh Sao TV cũng từng phát sóng bộ phim này do MC Nhật Hạ lồng tiếng.

## Các tập phim

Bìa DVD tập 2

Phim có 26 tập, mỗi tập có 2 phần, mỗi phần 10 phút.
Tập 1:
- "Timothy goes to school" (Timothy đến trường): Timothy phải lựa chọn trang phục thích hợp từ khi Claude phán xét thế này thế nọ cho đến khi Yoko can thiệp kịp thời.
- "Yoko": Yoko bị mọi người cho là "kẻ lập dị" vì hiểu sai về bữa trưa của cô ấy.

Tập 2:
- "On the Fritz" (Fritz): Vì cái tật bê bối của Fritz mà các bạn đều gọi cái thói của cậu là "Nàng tiên bê bối"
- "The Great Obstacle Course" (Cuộc thi vượt chướng ngại vật): Đây là ngày thể thao trân trường học trên đỉnh đối. Cho dù Claude và Grace giành chiến thắng nhưng do tất cả đều bị dính bùn nên cô Jenkins buộc lòng phải xử thắng.

Tập 3:
- "Small Change" (Thay đổi nhỏ):Nora rất khó chịu khi mình phải thay đổi đi những gì mình thích nhưng sau đó cô đã quên đi những khó chịu ấy.
- "Shy Charles" (Charles nhút nhát): Charles nhát đến nỗi không muốn tham gia các hoạt động tập thể nhưng tính cách đó bến mất khi cứu Timothy khi cậu ấy bị nhốt trong nhà kho của trường.

Tập 4:
- "Don't Lose it, Lilly"
- "Frank Less Frank"

Tập 5:
- "Paint by Number"
- "The Sleepover"

Tập 6:
- "The Music Tree" (Cây Âm nhạc): Yoko rất ngại khi chơi violin trước "cây âm nhạc". Ngại là thế nhưng bài ca mùa xuân thể hiện trên cây này được mọi người khen ngợi.
- "Team Project" (Kế hoạch nhóm): Timothy phải hợp tác với Claude vì Timothy nghĩ cậu ấy làm một mình không xong. Nhưng Timothy đã lầm, Claude tự làm mọi thứ mà không cần ai giúp đỡ.

Tập 7:
- "Cherry Blossom" (Cây anh đào): Yoko trồng cây anh đào là đề tài cho mùa xuân. Do cây lâu mọc mầm nên cô muốn chán nản. Nhưng hivong5 đã quay về khi Timothy động viên Yoko.
- "Talent Show" (Buổi biểu diễn tài năng): Cô Jenkins quyết định mở buổi biểu diễn tài năng, Timothy được chỉ định làm MC của chương trình. Thế nhưng, trước ngày biểu diễn dã xảy ra hai chuyện rắc rối: Nora không tự tin trong tiết mục của mình, Grace phải rút khỏi buổi diễn vì gãy chân do bị ngã khi đang tập luyện. Tuy vậy nhưng buổi diễn đã thành công.

Tập 8:
- "Scary Monsters"
- "Lifesave Lilly"

Tập 9:
- "Red Thunder" (Thần sấm đỏ): Với chiếc "Thần sấm đỏ", Timothy là người lái xe an toàn, Chính cậu dạy hai anh em Frank lái xe vượt chướng ngại vật trong khi họ trèo lên chúng. Timothy bắt chước các anh của Doris lái xe 1 bánh nhưng không thành.
- "Putting in All Together" (Hãy ghép chúng lại với nhau)Cuộc thi ghép hình bắt đầu và ai nấy đều "xới tung" trường để tìm mảnh ghép để hoàn thành bức tranh trước bữa trưa và họ đạ hoàn thành đúng lúc.

Tập 10:

Bìa DVD tập 10

- "The Big Snowfall" (Tuyết rơi lớn): Lần đầu tiên Lilly thấy tuyết. Nhờ sự giúp đỡ của các bạn, nhất là Doris, Lilly cảm thấy thích thú với những ngày này
- "Forever Friends" (Mãi mãi là bạn): Yoko thường xuyên đi tập múa với Grade nên Timothy nghi cô không còn là bạn của cậu. Nhưng khi cậu có hẹn với Charles thì Yoko nghĩ y như vậy. Mối nghi ngờ đó bị xóa bỏ khi Timothy đến xem buổi biểu diễn của Yoko và Grade.

Tập 11:
- "Taking the Plunge" (Hạ quyết tâm): Claude không biết bơi mà giữ kín chuyện này vì sợ đầu bị ướt. Timothy biết chuyện nên đã dạy bơi cho Claude một cách bí mật cho dù cậu ấy không chịu ngụm đấu xuống nước.
- "Timothy's Way" (Bí quyết của Timothy): vì không biết chia sẻ thế nào nên Timothy không rất ngại cho vấn đề. Và một cách bất ngờ, cậu vô tình chia sẻ cho mọi người khi cậu đang chỉ Chảles chơi bắn bi.

Tập 12:
- "The Treefort and the Sandcastle" (Pháo đài cây - lâu đài cát): Trong lúc lấy bóng, Timothy tìm được vị trí tốt đề ngắm cảnh. Nam nữ chia rẽ do nhóm bạn nam chiếm lĩnh pháo đài cây mà các bạn nữ (trừ Lilly) bất đắc dĩ phải lập CLB riêng (trong lớp cũng phải tách biệt). Ngày hôm sau, tất cả mọi chia rẽ đều bị xoá bỏ nhờ Doris và Timothy.
- "Get Well Soon" (Chúc cô mau khoẻ): Ai nấy cũng đều suýt soa khi nghe cô Appleberry nói là cô Jenkins bị gãy tay do tai nạn. Grade muốn bật ngửa vì Fritz bắt giun đất, lấy đồ ăn thừa là thức ăn cho chim để... tặng cô Jenkins nhưng dây là món quà cô ấy thích.

Tập 13:
- "In the Spotlight" (Điểm đặc biệt)
- "Fritz on the Move" (Fritz ra đi)

Tập 14:
- "Many Happy Returns" (Niềm vui trở lại)
- "You're Invited" (Bạn đã mời...?)

Tập 15:
- "The Greatest"
- "Rocky Friendship"

Tập 16:
- "Two for Tea"
- "Abracadabra"

Tập 17:
- "The Taketombo"
- "Having a Wonderful Time"

Tập 18:
- "The Shutterbug"
- "The Friendship Stone"

Tập 19:
- "New Found Frank"
- "When I Grow Up"

Tập 20:
- "The School Play"
- "Full of Beans"

Tập 21:
- "Read Me a Story"
- "The Gift"

Tập 22:

Bìa đĩa DVD tập 22 của phim

- "Measuring Up" (Đo chiều cao): Dù cao thêm đến dâu nhưng Charles vẫn là người lùn nhất lớp. Tuy thế mà cậu ta tự hào về Doris là người cao nhất lớp và canthiep65 khi các anh của cô trêu cô là "người lùn"
- "Lost & Found" (Mất và tìm thấy): Netsuke của Yoko bị mất cho dù cô không cho ai mượn và bảo quản kín đáo. Ngày hôm sau mới tìm thấy được nó.

Tập 23:
- "Professor Fritz" ("Giáo sư" Fritz): Thất bại sau thí nghiệm phóng tên lửa, Fritz không dám giới thiệu nó trong tiệc mở sẽ tổ chức tại trường vì sợ bị chê cười (thực ra là cười quả bong bóng đang xì hơi). Nhưng cuối cùng cậu đã nói ra nhờ Timothy và Charles chỉ những chỗ thiếu sót dẫn đến thất bại trên.
- "Two Tutu Friends" (Đôi bạn Tutu): Doris học nhảy chung với Grade do "sức hút" của vũ điệu mà Grade đã nhảy sáng nay. Nhưng khi đang học thì Grade bị ngã và khóc, hôm sau Doris kể chuyện này cho Timothy và Yoko nghe nhưng bị Grade nghe hết đầu đuôi rồi bắt đầu giận nhau. Cà hai chửi nhau inh ỏi "Đồ mít ướt!", "Đồ lẻo mép!",...mãi đến tối hôm đó mới làm hòa được.

Tập 24:
- "My Family" (Gia đình mình): Nora không thích em trai của mình (Jack) đến nỗi không muốn vẽ nó trong poster về gia đình. Sau đó Nora mới hiểu ra khi cô chơi với em và được Timothy giải thích.
- "Just in Time" (Rương thời gian): Hẻny tìm được rương lưu giữ kỉ niệm mà ông và các bạn đã làm 25 năm trước. Khi cô Jenkins nói rõ về thời gian đó thì "trái đất vẫn tròn" và quyết định làm kỉ niệm dưới hình thức 25 năm trước theo đề nghị của Timothy. Lilly bỏ vào trong rương con búp bê cô thích nhất nhưng đến phút chót thì thay đổi ý định.

Tập 25:
- "Charles the Athlete"
- "Be My Valentine"

Tập 26:
- "Mama Don't Go" ("Mẹ ơi! Đừng đi...")
- "Making New Friend" (Kết bạn)